# Douglas Robert Hadow
Douglas Robert Hadow mais conhecido simplesmente como Douglas Hadow (30 de Maio de 1846, Londres; † 14 de Julho de 1865) foi um alpinista inglês inexperiente.

## Biografia
Filho de Patrick Douglas Hadow, dono da P. & O. Steam Navigation Company teve uma educação esmerada e segundo os cânones da época devia fazer alpinismo pelo que fazia parte da cordada formada por Charles Hudson, Lord Francis Douglas e pelo guia Michel Croz que morreram a 14 de julho de 1865 aquando da primeira escalada do Matterhorn (Cervino)